# Zetor 15
Zetor 15 – czeski kołowy ciągnik rolniczy marki Zetor, produkowany przez fabrykę Zbrojovka Brno w latach 1948-1949. Prototyp powstał pod koniec roku 1947 i nosił nazwę Z 15. Konstrukcyjnie przypominał niemieckie ciągniki tego okresu. Traktor Zetor 15 nie był eksportowany do Polski. Wyprodukowano tylko 2215 sztuk i jest on poszukiwanym obiektem kolekcjonerskim.

## Dane techniczne
| Liczba cylindrów  | 1      |
| Średnica cylindra | 120 mm |
| Skok tłoka        | 140 mm |
| Liczba biegów     | 5+1    |